# Plymouth Raiders
Maillots
Les Plymouth Raiders sont un club franchisé anglais de basket-ball situé à Plymouth et appartenant à la British Basketball League. Le club cesse ses activités en 2021. Le club est relancé en 2023.

## Historique

Logo de 1996 à 2012

## Palmarès
- Vainqueur de la Coupe d'Angleterre : 2004

## Entraîneurs successifs
- 2004-2010 :  Gary Stronach
- 2010-2013 :  Gavin Love
- 2013-2015 :  Jay Marriott
- 2015-2016 :  Daryl Corletto
- 2016-2017 :  Jonathan White
- 2017-2018 :  Gavin Love
- 2018-2021 :  Paul James
- 2023- :  Gareth Laws

## Joueurs célèbres ou marquants
- Ryan Richards
- Gavin Love (en)